# 2 097 152
A  2 097 152 a 2 097 151 és a 2 097 153 közötti természetes szám. Összetett szám. Osztóinak összege 4194303.  Normálalakja {\displaystyle 2{,}097152\cdot 10^{6}}. Kettes számrendszerben 1000000000000000000000, nyolcas számrendszerben 10000000, hexadecimális alakban 200000. A 2 21. hatványa.